# Gouvernement De Mita
Ire République italienne
Gouvernement Goria Gouvernement Andreotti VI
Le Gouvernement De Mita est le quarante-sixième gouvernement de la République italienne et le second de la Xe législature. Il reste en poste du 13 avril 1988 au 22 juillet 1989, soit 465 jours au total, c'est-à-dire un an, 3 mois et 9 jours.
Il obtient la confiance de la Chambre des députés le 21 avril 1988 avec 366 votes pour, 215 contre et 2 abstentions. Il obtient la confiance du Sénat le 23 avril 1988 avec 177 voix pour, 143 contre et 1 abstention.

## Composition
| Poste                                                                  | Titulaire | Titulaire                             | Parti |
| ---------------------------------------------------------------------- | --------- | ------------------------------------- | ----- |
| Président du Conseil des ministres                                     |           | Ciriaco De Mita                       | DC    |
| Vice-président du Conseil des ministres                                |           | Gianni De Michelis                    | PSI   |
| Ministres sans portefeuille                                            |           |                                       |       |
| Ministre pour les Relations avec le Parlement                          |           | Sergio Mattarella                     | DC    |
| Ministre pour l'Université et la Recherche scientifique                |           | Antonio Ruberti (jusqu'au 25/05/1989) | PSI   |
| Ministre pour les Problèmes des zones urbaines                         |           | Carlo Tognoli                         | PSI   |
| Ministre pour les Interventions extraordinaires dans le Mezzogiorno    |           | Remo Gaspari                          | DC    |
| Ministre pour la Fonction publique                                     |           | Paolo Cirino Pomicino                 | DC    |
| Ministre pour la Coordination de la protection civile                  |           | Vito Lattanzio                        | DC    |
| Ministre pour la Coordination des politiques communautaires            |           | Antonio La Pergola                    | PSI   |
| Ministre pour les Affaires sociales                                    |           | Rosa Iervolino                        | DC    |
| Ministre pour les Affaires régionales et les Problèmes institutionnels |           | Antonio Maccanico                     | PRI   |
| Ministres                                                              |           |                                       |       |
| Ministre des Affaires étrangères                                       |           | Giulio Andreotti                      | DC    |
| Ministre de l'Intérieur                                                |           | Antonio Gava                          | DC    |
| Ministre des Grâces et de la Justice                                   |           | Giuliano Vassalli                     | PSI   |
| Ministre du Budget et de la Programmation économique                   |           | Amintore Fanfani                      | DC    |
| Ministre des Finances                                                  |           | Emilio Colombo                        | DC    |
| Ministre du Trésor                                                     |           | Giuliano Amato                        | PSI   |
| Ministre de la Défense                                                 |           | Valerio Zanone                        | PLI   |
| Ministre de l'Instruction publique                                     |           | Giovanni Galloni                      | DC    |
| Ministre des Travaux publics                                           |           | Enrico Ferri                          | PSDI  |
| Ministre de l'Agriculture et des Forêts                                |           | Calogero Antonio Mannino              | DC    |
| Ministre des Transports                                                |           | Giorgio Santuz                        | DC    |
| Ministre des Postes et des Télécommunications                          |           | Oscar Mammì                           | PRI   |
| Ministre de l'Industrie, du Commerce et de l'Artisanat                 |           | Adolfo Battaglia                      | PRI   |
| Ministre de la Santé                                                   |           | Carlo Donat-Cattin                    | DC    |
| Ministre du Commerce extérieur                                         |           | Renato Ruggiero                       | PSI   |
| Ministre de la Marine marchande                                        |           | Giovanni Prandini                     | DC    |
| Ministre des Participations de l'État                                  |           | Carlo Fracanzani                      | DC    |
| Ministre du Travail et de la Sécurité sociale                          |           | Rino Formica                          | PSI   |
| Ministre des Biens culturels et environnementaux                       |           | Vincenza Bono Parrino                 | PSDI  |
| Ministre du Tourisme et du Divertissement                              |           | Franco Carraro                        | PSI   |
| Ministre de l'Environnement                                            |           | Giorgio Raffalo                       | PSI   |
| Ministre de l'Université et de la Recherche scientifique (26/05/1989)  |           | Antonio Ruberti (intérim)             | PSI   |